# John Herbert (atleta)
John Herbert (20 aprile 1962) è un ex triplista, ex bobbista e allenatore di atletica leggera britannico.
Tra la metà degli anni '80 e la metà degli anni '90 del XX secolo, partecipò alle competizioni di salto triplo e bob. 
Vinse la medaglia d'oro nel salto triplo per l'Inghilterra nei Giochi del Commonwealth del 1986 di Edimburgo.

## Carriera nell'atletica leggera
Herbert partecipò a competizioni di atletica per la disciplina del salto triplo negli anni '80.
Si qualificò per la partecipazione a due Olimpiadi estive, fallendo il tentativo di entrare in finale nel 1984, giungendo però decimo nel 1988. Il migliore risultato agli Europei indoor '88, piazzandosi quinto con la misura di 16,87 m (RP).

Nel 1993 Herbert rappresentò la Gran Bretagna anche ai campionati del mondo di atletica leggera di Helsinki, ma non si qualificò per la finale.

## Carriera con il bob
Verso la fine degli anni '80 o l'inizio degli anni '90, Herbert passò al bob. Il suo miglior risultato alle Olimpiadi invernali fu l'ottavo posto nella gara del bob a 4 dei Giochi Olimpici invernali del 1994 a Lillehammer.

## Carriera di allenatore
In occasione dei Giochi Olimpici estivi del 1992, del 1996, del 2000 e del 2004, Herbert fece l'allenatore di atletica per le discipline di salto per la Gran Bretagna.
Fu allenatore della medaglia d'argento olimpica Phillips Idowu fino al 2008.
Inoltre, Herbert possiede anche una società di distribuzione cinematografica e lavora come designer grafico freelance.